# Mahé (ö)
Mahé är en ö som tillhör örepubliken Seychellerna. Ön är belägen i Indiska oceanen, en bit öster om Afrikas fastland. Ön Mahé är 6 km bred och 25 km lång och har en yta på 153 km2.  Mahé har en befolkning på 78 539 invånare (2011). Mahé är huvudön i ögruppen Seychellerna och där ligger huvudstaden Victoria samt Seychellernas enda hamn. 90% av landets befolkning bor på ön.
Mahé är en granitö där den högsta punkten är Morne Seychellois, 905 m. ö. h. och ligger i en nationalpark med samma namn. På ön ligger också de marina nationalparkerna Port Launay och Sainte-Anne. Från Mahé exporteras kopra, kanel, patchouli och vanilj.